# سیاه‌مکان بزرگ
سیاه‌مکان بزرگ، روستایی از توابع بخش مرکزی شهرستان دیلم استان بوشهر است.

## مردم
مردم این روستا لر لیراوی هستند به زبان لری با گویش لیراوی سخن می گویند.

## جمعیت
این روستا در دهستان لیراوی شمالی قرار دارد و بر اساس سرشماری سال ۱۳۸۵ جمعیت آن ۸۲۴نفر (۱۵۴خانوار) می‌باشد.